# Jardins do Vaticano

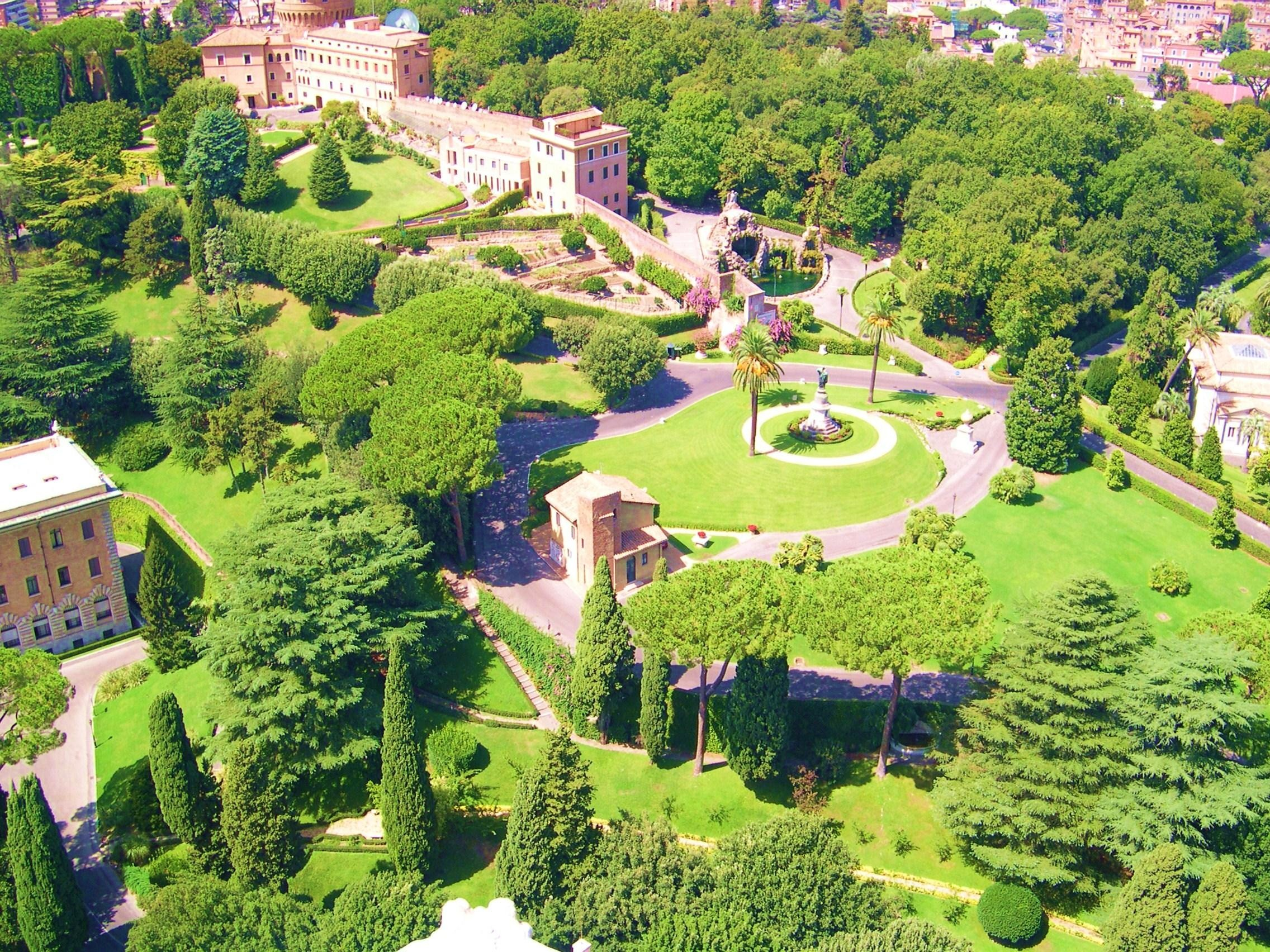
Parte dos Jardins do Vaticano.

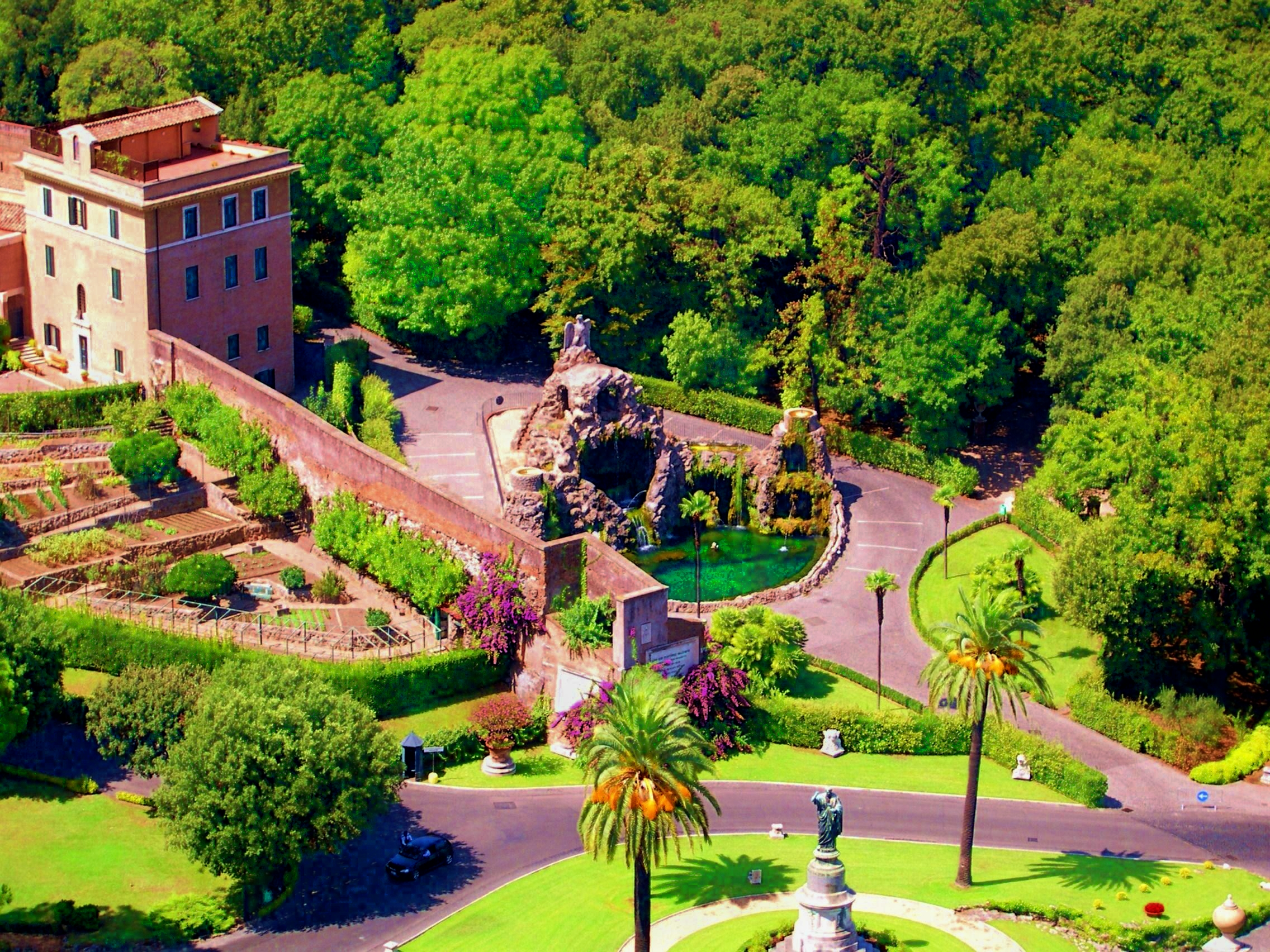
O Mosteiro Mater Ecclesiae nos Jardins do Vaticano.

Os Jardins da Cidade do Vaticano (em latim: Horti Civitatis Vaticanae) conhecidos informalmente como Jardins do Vaticano (em italiano: Giardini Vaticani) na Cidade do Vaticano, são jardins urbanos privados e parques que cobrem mais da metade do país, localizados no oeste do território e propriedade do Papa. Nele estão localizados alguns edifícios como o da Rádio Vaticano e Palácio do Governo.
Os jardins cobrem aproximadamente 23 hectares, maior parte da Colina do Vaticano. O ponto mais alto está a 60 metros acima do nível do mar. Muros de pedra limitam o jardim a norte, sul e oeste. Os jardins e parques foram estabelecidos durante a era da Renascença e Barroca e são decorados com fontes e esculturas.
Geralmente não está aberto para o público, mas visitas guiadas estão disponíveis para um número limitado de pessoas. Os jardins também guardam 16 imagens marianas veneradas mundialmente, que foram designadas pelo Papa, que é dono dos jardins.

## História
A tradição diz que o jardim foi fundado no local onde Imperatriz Santa Helena ordenou que fosse espalhado o solo sagrado trazido do Monte Calvário, para simbolicamente unir o sangue de Jesus Cristo com o dos mártires cristãos mortos aqui pela perseguição do Imperador Nero.
Os jardins remontam do período medieval, quando os pomares e vinhas se estendiam ao norte do Palácio Apostólico Papal. Em 1279, o Papa Nicolau III (Giovanni Gaetano Orsini, 1277—1280) mudou a residência papal do Palácio de Latrão de volta para o Vaticano e fechou a área com muros. Ele plantou um pomar (pomerium), um gramado (pratellum) e um jardim (viridarium).
O lugar recebeu um re-paisagismo no começo do século XVI, durante o pontificado do Papa Júlio II. O design original de Donato Bramante foi dividido em três novos pátios, o "Cortili di Belvedere", o "della Biblioteca" e o "della Pigna", com o estilo de paisagismo da Renascença. Também no estilo renascentista, construiu um grande labirinto retangular de desenho formal, formado por buxus e cercado por pinheiros-manso, e cedros-do-líbano. No local do claustro de Nicolau III, Bramante construiu um grande muro retilíneo.
Atualmente, os jardins estão espalhados por 23 hectares (230 mil metros quadrados), eles contêm uma variedade de fortificações medievais, construções e monumentos desde o século IX até os dias de hoje, entre canteiros floridos de cores vibrantes, gramados verdes e uma floresta remanescente de 3 hectares. Há também uma variedade de fontes que refrescam os jardins, uma gruta dedicada a Nossa Senhora de Lourdes, e uma oliveira doada pelo governo de Israel.

## Galeria

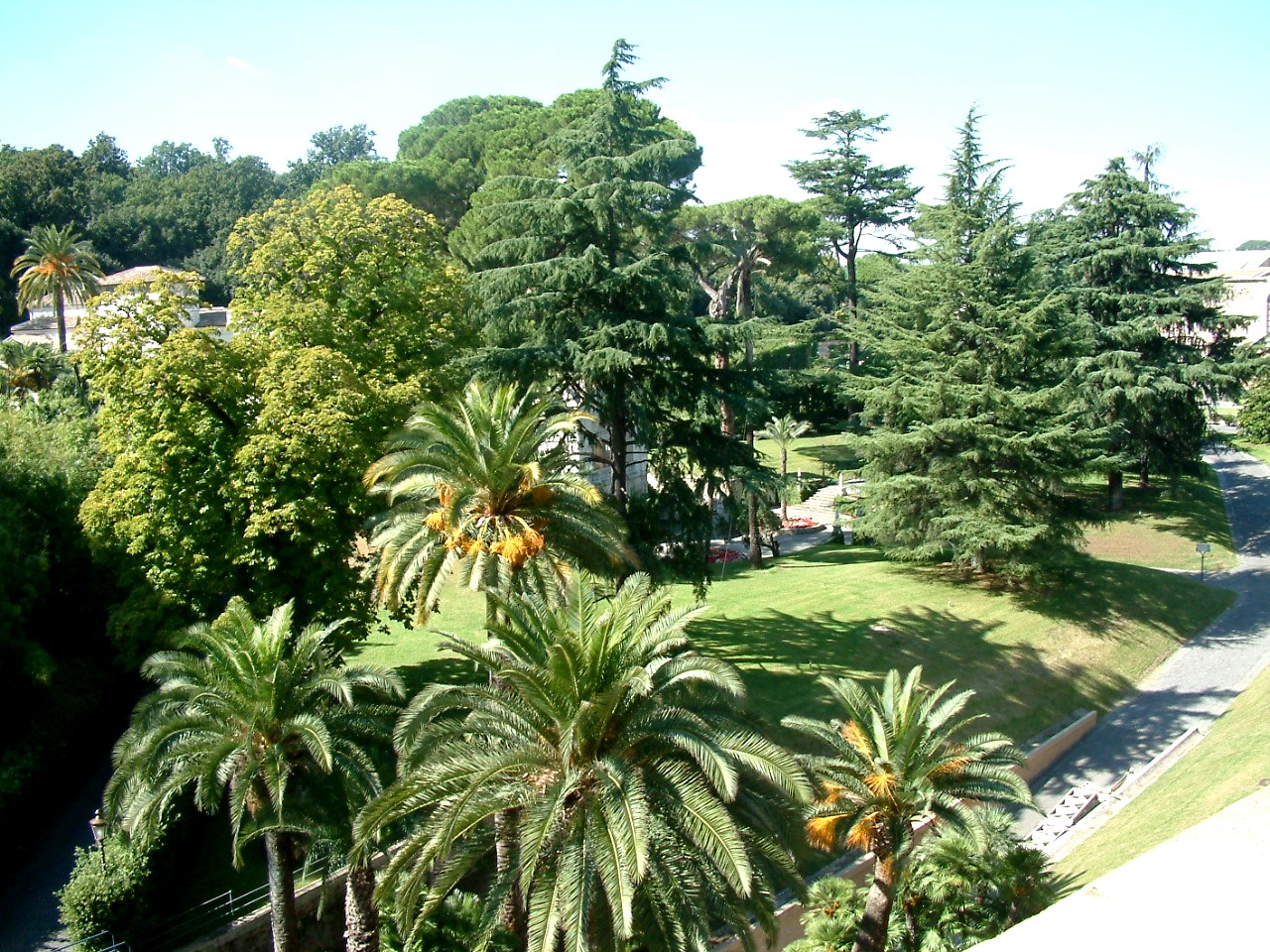
Parte dos Jardins do Vaticano
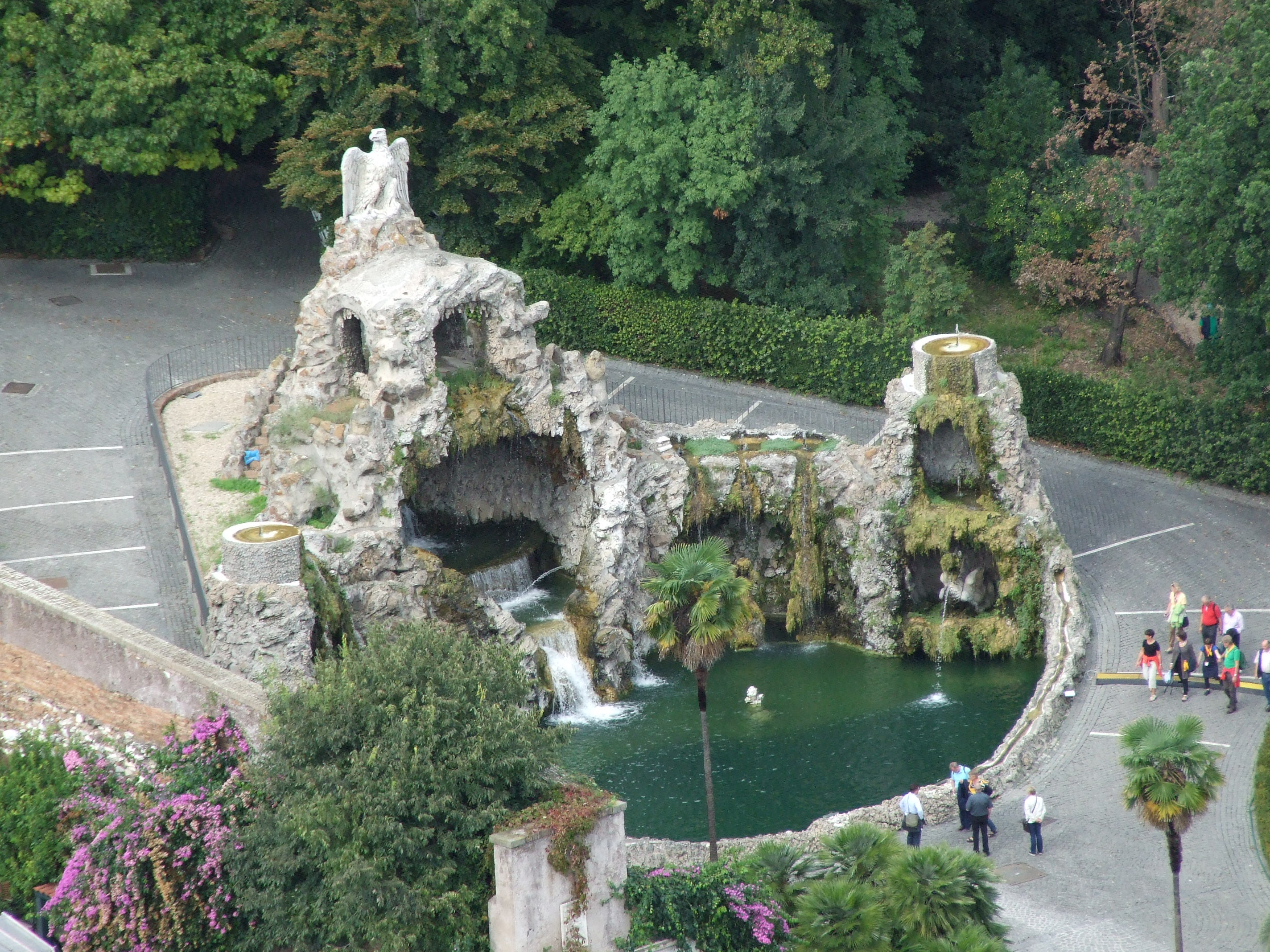
Fonte da Águia ou "Fontane dell'Aquilone"
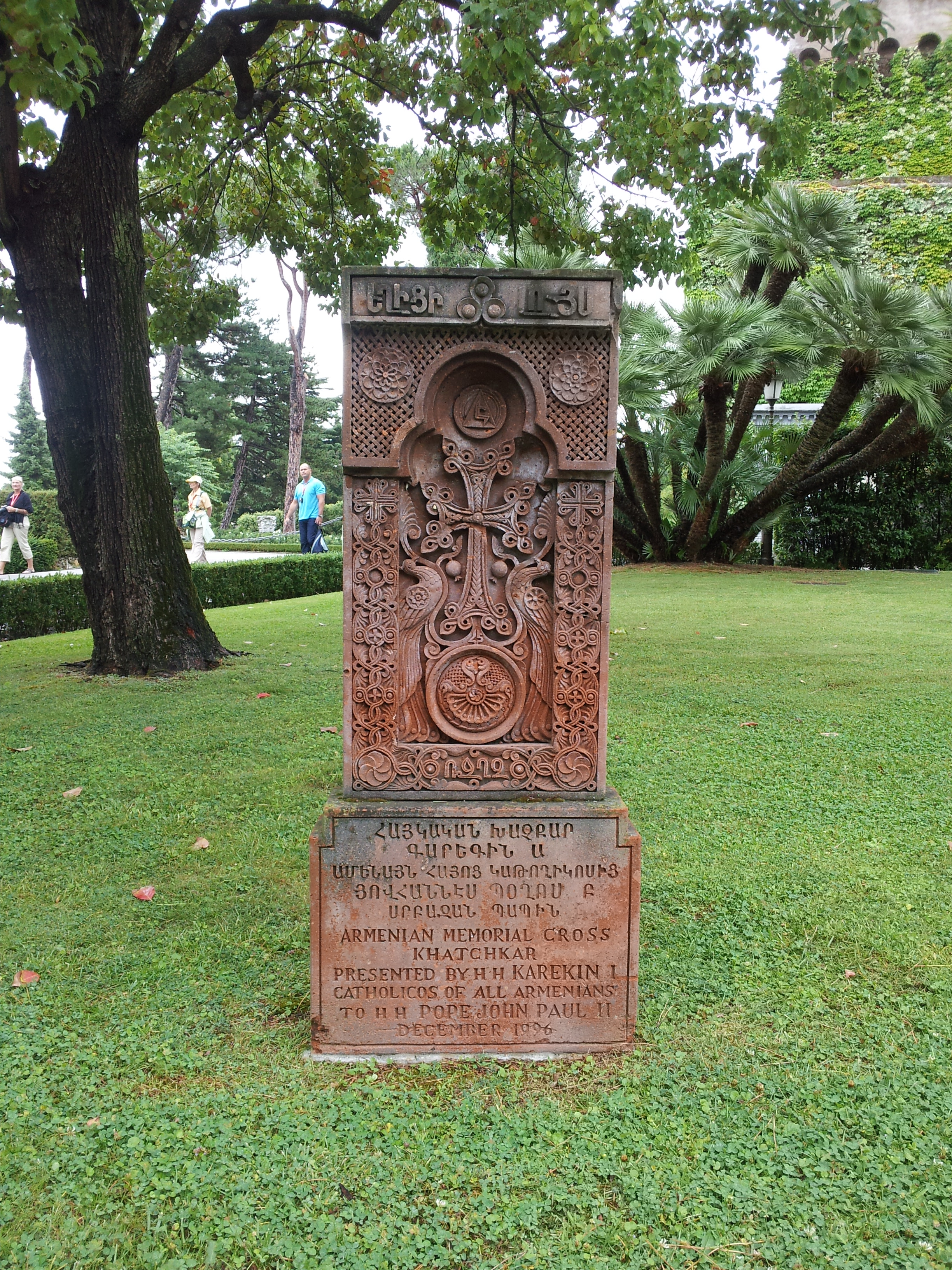
Cruz Armênia (Khatchkar) nos Jardins do Vaticano
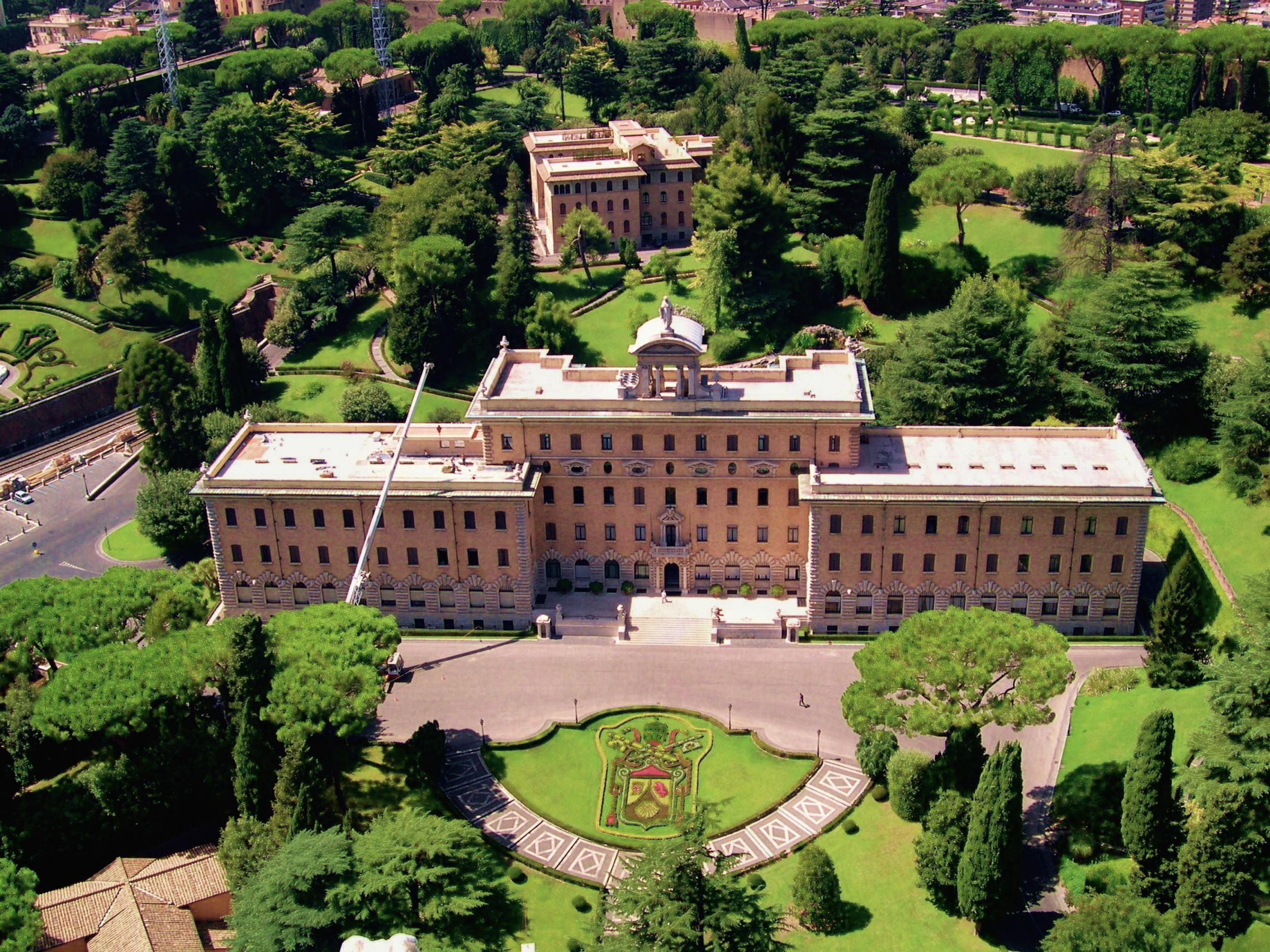
Palácio do Governo dentro dos Jardins
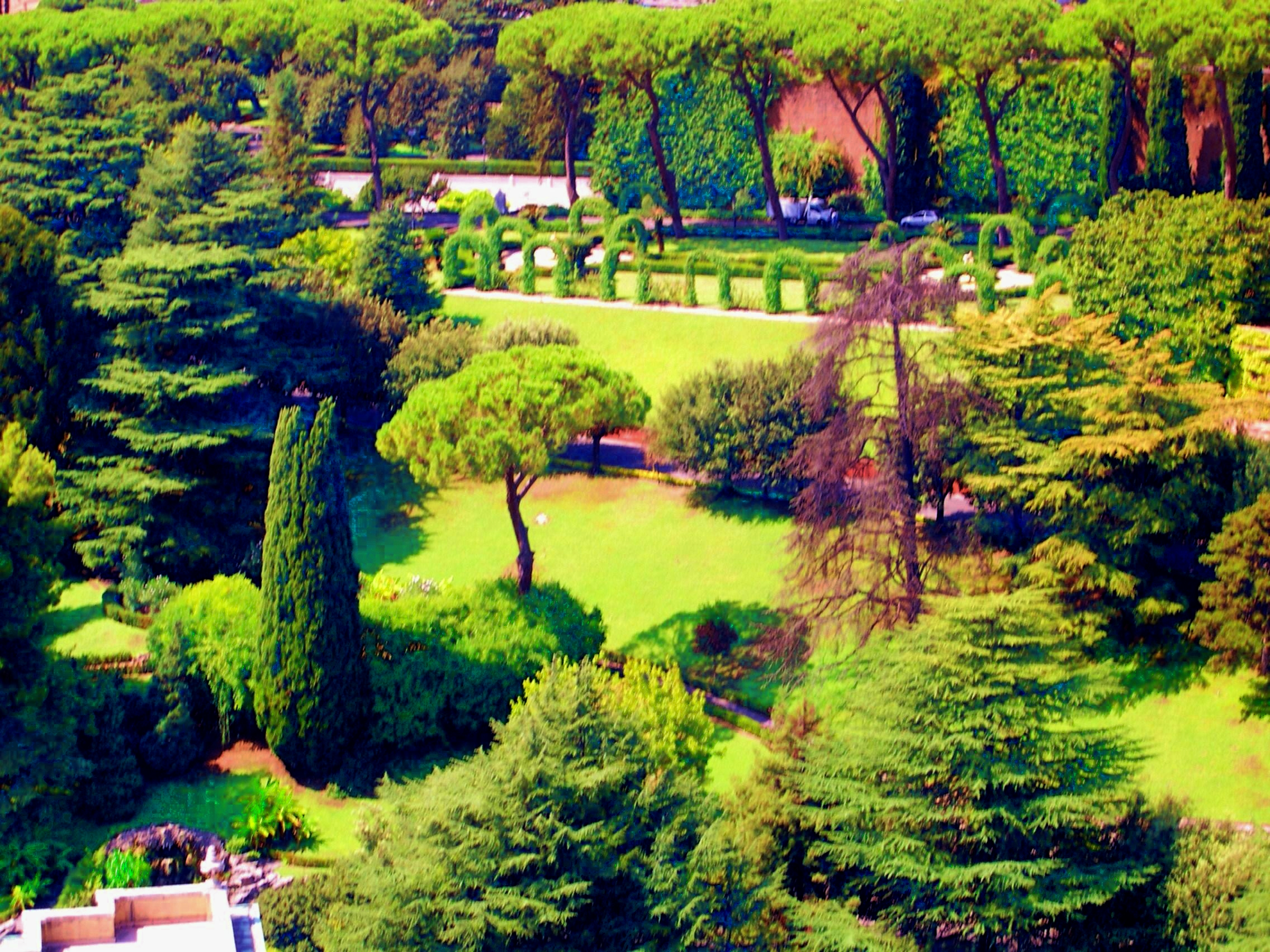
Jardins do Vaticano